# Pseudocella rarisetosa
Pseudocella rarisetosa is een rondwormensoort uit de familie van de Leptosomatidae. De wetenschappelijke naam van de soort is voor het eerst geldig gepubliceerd in 1976 door Platonova & Galtsova.